# ヨハネ・ボスコ
ジョヴァンニ・メルキオッレ・ボスコ（伊：Giovanni Melchiorre Bosco、1815年8月16日 - 1888年1月31日、ドン・ボスコ）は、19世紀に活躍した北イタリアのカトリック司祭、教育者。カトリック修道会であるサレジオ会、扶助者聖母会（サレジアン・シスターズ）の創立者。カトリック教会・聖公会で聖人であり、カトリック教会では出版関係者の守護聖人。記念日は1月31日。ドンは、イタリアにおいては高位聖職者への敬称。ヨハネは、ジョヴァンニを日本のキリスト教式に読んだもの。

## 生涯
ヨハネ・ボスコは1815年8月16日、ピエモンテ州カステルヌオヴォ郊外、ベッキ村で生まれた。1835年から1841年までキエリの大神学校で哲学、神学を学んだ後、1841年、当時のサルデーニャ王国の首都トリノで司祭に叙階された。19世紀後半のイタリア統一運動と産業革命の中で青少年たちが放置される現実に直面し、もっとも貧しい青少年たちのために生涯を捧げることを決意。1859年にサレジオ会を設立し、1869年に教皇から正式認可を受ける。1872年に扶助者聖母会を設立。1874年4月3日、サレジオ会の会憲が教皇から公式承認され、会は教皇直轄の修道会となる。学校事業、社会事業を通じて多くの人々を導いた。1888年1月31日帰天。葬儀には10万人が参列した。1934年に
列聖。現在、サレジオ会の本部はローマにあり、ヨハネ・ボスコの理想を引き継いで世界中で青少年教育活動を行っている。